# Nidhal Chamekh
Pour les articles homonymes, voir Chamekh.
 (août 2018).
Nidhal Chamekh, né le 29 décembre 1985 à Dahmani, est un artiste tunisien. Il vit et travaille entre Tunis et Paris.

## Biographie
Son travail, principalement du dessin, se situe à l'intersection entre le biographique et le politique, entre le vécu et l'historique, entre l'événement et l'archive.
Ses œuvres ont été exposées à la 56e Biennale de Venise,,, la Triennale d'Aïchi, la Biennale de Yinchuan, la Biennale de Dakar, et montrées à Tunis durant les expositions du collectif Politics ainsi qu'à l'Institut du monde arabe.
En 2021, il réagit au coup de force du président tunisien Kaïs Saïed avec un texte, Nous autres n'avons pas de peuple, renvoyant dos à dos « Ennahdha et tout autre représentant de ce régime de classe » ; ce texte est publié le 9 août.

## Expositions

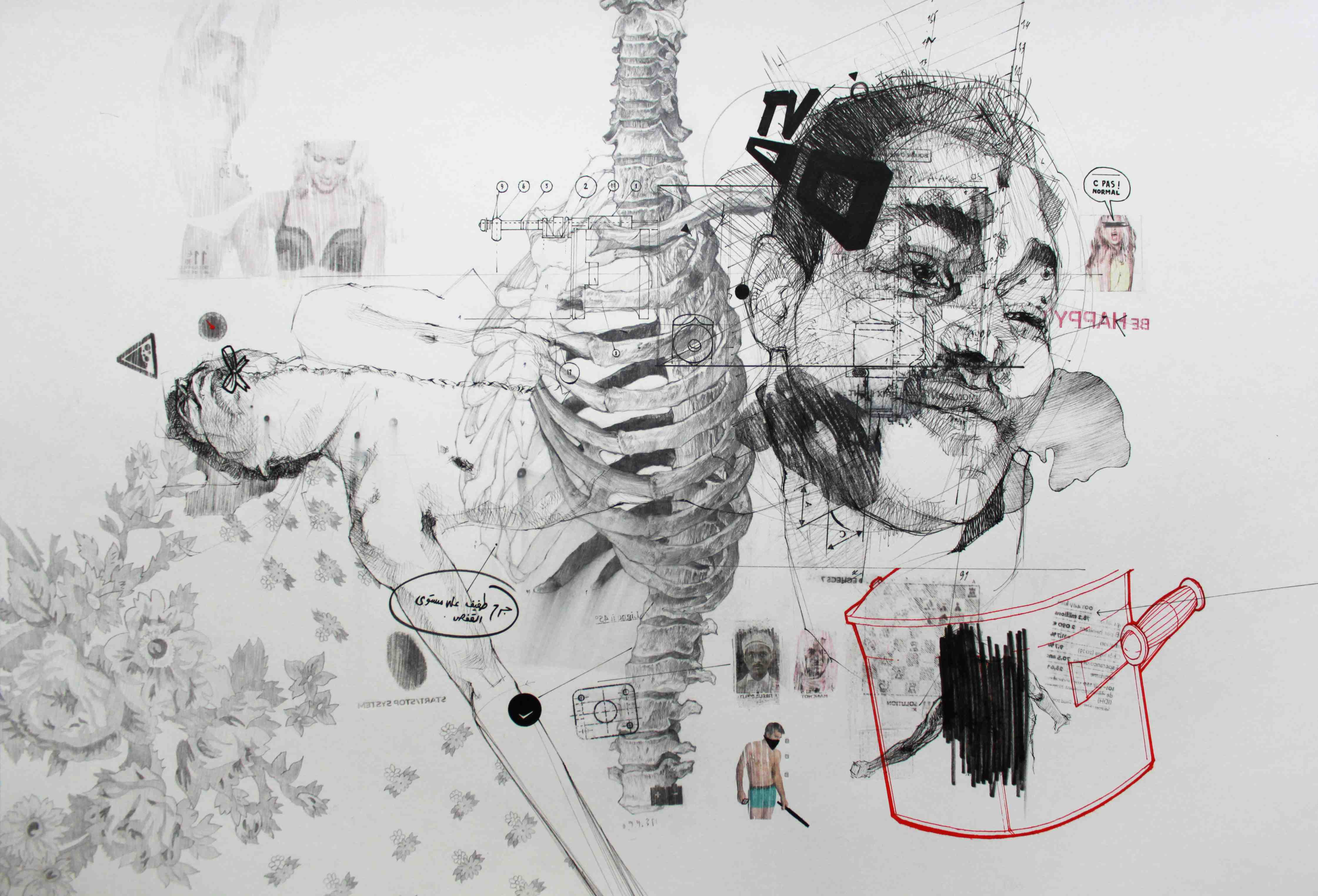
De quoi rêvent les martyrs 2 (dessin 7).

### Expositions personnelles
- 2016 :
  - Mnēmē, Galerie Selma Feriani, Sidi Bou Saïd (Tunisie)[6].

### Expositions collectives
- 2017 :
  - Festival Dream City, Tunis[7] ;
  - Graphic Witness, Drawing Room, Londres[8],[9] ;
- 2018 :
  - A Slice Through the World: Contemporary Artists' Drawings, Modern Art Oxford, Oxford[10].